# A Mark, a Mission, a Brand, a Scar
Albums de Dashboard Confessional
Dusk and Summer
(2006)
A Mark, a Mission, a Brand, a Scar est le troisième album du groupe Dashboard Confessional.

## Liste des titres
| No  | Titre                                                 | Durée |
| --- | ----------------------------------------------------- | ----- |
| 1.  | Hands Down                                            | 3:06  |
| 2.  | Rapid Hope Loss                                       | 3:40  |
| 3.  | As Lovers Go                                          | 3:31  |
| 4.  | Carry This Picture                                    | 2:54  |
| 5.  | Bend and Not Break                                    | 5:06  |
| 6.  | Ghost of a Good Thing                                 | 3:44  |
| 7.  | Am I Missing                                          | 4:05  |
| 8.  | Morning Calls                                         | 4:19  |
| 9.  | Carve Your Heart Out Yourself                         | 3:44  |
| 10. | So Beautiful                                          | 3:28  |
| 11. | Hey Girl                                              | 3:33  |
| 12. | If You Can't Leave It Be, Might As Well Make It Bleed | 3:37  |
| 13. | Several Ways To Die Trying                            | 6:08  |